# Josef Rupert Maria Přecechtěl
Josef Rupert Maria Přecechtěl (22. ledna 1821 Lobodice – 17. května 1897 Lobodice) byl moravský kněz, národní buditel, kreslíř a spisovatel.

## Život
Pocházel z rodiny zámožného rolníka. Vystudoval gymnázium v Kroměříži a filozofii v Mikulově. Potom vstoupil do řádu servítů ve Vídni, absolvoval bohoslovecká studia a roku 1845 byl vysvěcen na kněze. Pak vykonával činnost v Uhersku (Fraknov) a v rakouském Sankt Pölten. Roku 1850 se dostal do konfliktu s vedením řádu, když hájil jeho liberální stanovy proti libovůli představených; biskup ho zbavil všech funkcí, ale po intervenci ministra Lva Thuna byl dosazen zpět.
Od roku 1851 přednášel v klášterní škole v Pešti o Starém a Novém zákoně. V roce 1863 získal na peštské univerzitě titul doktora bohosloví. Seznámil se také s místními Slováky, zejména Jánem Palárikem a Jozefem Viktorinem. Přemýšlel přitom, jak by mohl napomoci zvýšit národní uvědomění na Moravě. Jako zručný výtvarník nakreslil roku 1859 dva obrazy – Svatopluk a synové jeho a Příchod sv. Cyrilla a Methoda na Velehrad. Výtěžek z prodeje reprodukcí pak věnoval na opravu kostela na Velehradě. O rok později vydal Věnec k oslavě blah. Jana Sarkandra.
Největší slávu si Přecechtěl získal v roce 1863 nakreslením a vydáním souboru grafických listů Českoslovanští výtečníci, které přinášely portréty významných Čechů a Slováků z minulosti i současnosti. Obrazy byly populární a visely v řadě českých besedních místností, čtenářských spolků i soukromých domácností. Později podobným způsobem zveřejnil i iniciátory Matice slovenské a zakladatele kláštera a baziliky velehradské. Společně s Karlem Adámkem k portrétům napsal i životopisy. Podobnou jeho prací byl Českoslovanský plutarch, kniha podobizen a životopisů českých spisovatelů a dalších veřejně činných osobností. Roku 1874 vydal Rozbor české literatury.
V letech 1876 – 91 se stal kazatelem a katechetou v klášteře servítů. Roku 1876 vydal ve Vídni soubor životopisů a podobizen Obrazárna císařského domu habsburského, za který dostal 11. února 1877 záslužný kříž s korunou. Vedle toho bojoval společně s dr. Symerským za práva českého jazyka a nešlechticů při přijímání do kanovnických míst v arcidiecézi olomoucké.
Roku 1891, u příležitosti 70. narozenin, vystoupil z řádu a stal se duchovním v zaopatřovacím ústavu v rakouském Liesingu (viz Vídeňské městské okresy). V té době byl na veřejnosti téměř zapomenutý, zmiňoval ho jen kalendář vídeňských Čechů na rok 1894. Ke konci života jej bratr Antonín převezl zpět do rodného domu, kde v roce 1897 zemřel.
Dnes si díky Přecechtělovi můžeme připomenout podobu a zásluhy mnoha pozapomenutých českých osobností z různých dob, které inspirovaly naše předky v 60. letech 19. století (např. Ctibor Tovačovský z Cimburka, Zikmund Hrubý z Jelení, Karel Ignác Thám).